# Agrostophyllum saccatum
Agrostophyllum saccatum är en orkidéart som beskrevs av Henry Nicholas Ridley. Agrostophyllum saccatum ingår i släktet Agrostophyllum och familjen orkidéer. Inga underarter finns listade i Catalogue of Life.